# Spielhaus (Hanau)

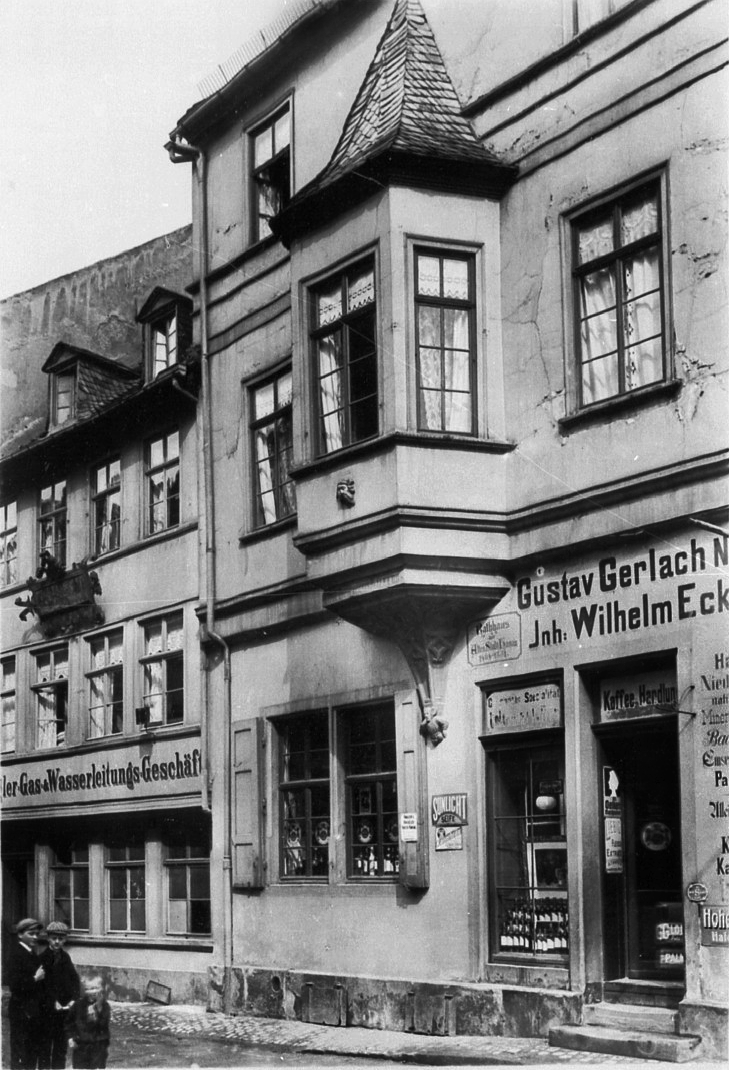
Zustand vor der Zerstörung 1945, am Erker ist das doppelgesichtige Sandsteinrelief zu erkennen.

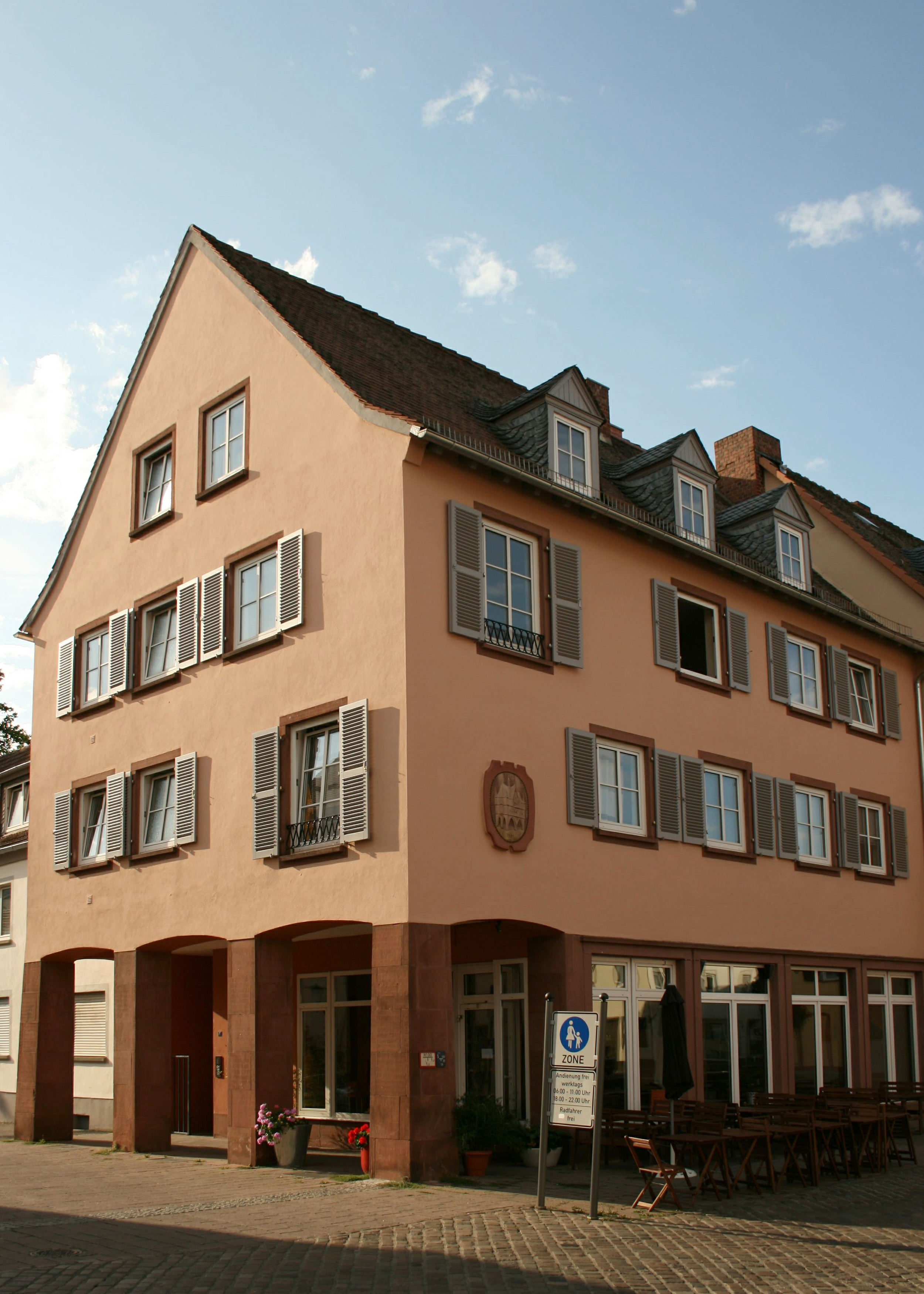
Heutiges Gebäude

Das Spielhaus in Hanau war das älteste Rathaus der Stadt, Vorgänger des gegenüber gelegenen Altstädter Rathauses. Es wurde im Zweiten Weltkrieg komplett zerstört.

## Geschichte

### Vorgänger
Aufgrund der Nennung in Urkunden ist bekannt, dass es schon vor 1483 ein Rathaus („Spielhaus“) gab. Allerdings gibt es keinen verlässlichen Hinweis darauf, wo es stand. Die Spekulationen dazu sind ausschließlich Vermutungen und auch archäologische Ausgrabungen, die 2004 hinter dem Goldschmiedehaus stattfanden, brachten diesbezüglich keine weiteren Aufschlüsse.

### Spielhaus
Das Eckhaus Metzgerstraße/Altstädter Markt (Adresse Altstädter Markt 1–3) war das – wahrscheinlich – zweite Rathaus der Stadt. Eine Jahreszahl auf dem Schlussstein des Kellergewölbes datierte es auf das Jahr 1483. Von einem markanten Erker im Ratszimmer hatte man aufgrund des auskragenden Obergeschosses Sichtverbindung zu den beiden Stadttoren der Stadtbefestigung der Altstadt Hanau, im Westen das Metzgertor, im Süden das Kinzdorfer Tor (auch Kinztor). Dort befand sich die Datierung „1484“. Ursprünglich besaß das Haus einen hohen Giebel und weitere spitze Türmchen.
Das Erdgeschoss des Spielhauses war ursprünglich als offene Halle gestaltet. Erst später, mit dem Verlust der Funktion als Rathaus, wurde diese zugemauert. Das Spielhaus war bald zu klein geworden, so dass bereits 1538 mit dem heutigen Goldschmiedehaus gegenüber ein größeres Rathaus errichtet wurde. Das Spielhaus diente in der Folge zur Aufbewahrung städtischer Gerätschaften und der Saal wurde weiter für festliche Anlässe genutzt. Ab 1656 wurde es an Privatpersonen vermietet, 1689 an einen Privatmann verkauft.
Seit dem Beginn des 19. Jahrhunderts befand sich in dem Haus eine Mehlhandlung, ab 1870 der Spezereihändler Gustav Gerlach & Nachfolger Wilhelm Eckel. Im Laufe des 19. Jahrhunderts wurde sein spätgotisches Aussehen stark verändert und das Gebäude klassizistisch umgebaut. 1939 kaufte die Stadt Hanau das Gebäude zurück. Beim Luftangriff auf Hanau am 19. März 1945 wurde es völlig zerstört. Aus den Trümmern wurde ein Sandsteinrelief mit rätselhaftem Doppelgesicht, ursprünglich in der Füllung des Erkers befindlich, geborgen. Mit einer gemeinsamen Stirn- und Augenpartie befindet sich links eine bartlose, jugendliche Kinn- und Mundpartie, rechts ein älteres Gesicht mit Bart. Die Deutung ist unsicher.
Das heutige Gebäude ist ein Neubau aus den 1950er Jahren, das architektonisch an den historischen Vorgänger anspielt. An der Ostseite befindet sich eine Kartusche mit einem Hinweis auf die Geschichte des Gebäudes. In dem durch Arkaden gestalteten Erdgeschoss befindet sich heute ein Gastronomiebetrieb.